# Fejervarya verruculosa
Fejervarya verruculosa és una espècie de granota que viu a Indonèsia i a l'illa de Timor.